# 182 Elsa
182 Elsa је астероид главног астероидног појаса. Приближан пречник астероида је 43,68 km,
а средња удаљеност астероида од Сунца износи 2,416 астрономских јединица (АЈ).
Инклинација (нагиб) орбите у односу на раван еклиптике је 2,004 степени, а орбитални период износи 1372,293 дана (3,757 године). Ексцентрицитет орбите астероида износи 0,185.
Апсолутна магнитуда астероида износи 9,12 а геометријски албедо 0,208.
Астероид је откривен 7. фебруара 1878. године.